# Burmoniscus kathmandius
Burmoniscus kathmandius is een pissebed uit de familie Philosciidae. De wetenschappelijke naam van de soort is voor het eerst geldig gepubliceerd in 1983 door Schmalfuss.